# غوستافو غوتي
غوستافو غوتي (بالإسبانية: Gustavo Gotti)‏ (20 أكتوبر 1993 في الأرجنتين - ) هو لاعب كرة قدم أرجنتيني في مركز الهجوم. لعب مع انيستتوتو وClub Atlético Las Palmas ‏.

## وصلات خارجية
- غوستافو غوتي على موقع قاعدة بيانات كرة القدم.إي يو (الإنجليزية)
- غوستافو غوتي على موقع Soccerway.com (الإنجليزية)